# روبير بريسون
روبير بروسون (بالفرنسية:[robert bresson]؛ (ولد في 25 سبتمبر 1901 - وتوفي في 18 ديسمبر 1999) هو مخرج أفلام فرنسي ويعتبر من أبرز المخرجين السينمائيين الذين عرفتهم الشاشة السينمائية، وقد أنتج طوال مسيرته كمخرج 14 فيلماً، منها فيلم واحد قصير في 65 عاماً، اشتهر بروسون بأسلوبه البسيط، وقد قدم بشكل خاص الكثير  للفن السينمائي، وتعتبر أعماله أمثلة بارزة للأفلام البسيطة، وتصنف الكثير من أعماله بأنها مأساوية في القصة والطبيعة.
من أعماله: رجل هارب (1956)، النشل (1959)، بالتازار (1966)، يوميات كاهن الريف، لارجنت، أربع ليال من الحالم، الشؤون العامة، ملائكة الخطيئة، العذراء الجاهلة جرى تصنيفها من بين أعظم 100 فيلم تم إنتاجه على الإطلاق في استطلاع عام 2012 لنقاد البصر والصوت. حصلت أفلامه الأخرى مثل موشيت (1967) ومال (1983) على العديد من الأصوات. وكتب المخرج الفرنسي الكبير جان لوك غودار ذات مرة: «إنه السينما الفرنسية، لأن دوستويفسكي هو الرواية الروسية، وموزارت هو الموسيقى الألمانية».

## الحياة والعمل
ولد بروسون في برومون لاموت، بوي دو دوم، وهو ابن ماري إليزابيث (لقبها قبل الزواج كلوزيل) وليون بروسون. ولا يعرف إلا القليل عن حياته المبكرة. تلقى تعليمه في Lycée Lakanal في Sceaux Hauts-de-Seine، بالقرب من باريس، وتحول إلى الرسم بعد التخرج. يبدو أن ثلاثة تأثيرات تكوينية في حياته المبكرة قد تركت بصمتها في أفلامه: الكاثوليكية والفن وتجاربه كأسير حرب. عاش روبير بروسون في باريس، فرنسا، في إيل سانت لويس. في البداية كان مصورًا فوتوغرافيًا، صنع بروسون فيلمه القصير الأول، Les affaires publiques (الشؤون العامة) في عام 1934. خلال الحرب العالمية الثانية أمضى أكثر من عام في معسكر لأسرى الحرب - وهي تجربة تُعلم Un condamné à mort s 'est échappé ou Le vent souffle où il veut (رجل هارب). في مهنة امتدت لخمسين عامًا قدم بروسون 13 فيلمًا طويلًا فقط. وهذا يعكس نهجه الدؤوب في عملية صناعة الأفلام وانشغالاته غير التجارية. وكانت الصعوبة في العثور على تمويل لمشاريعه عاملاً أيضًا. على الرغم من أن العديد من الكتاب يزعمون أن بروسون وصف نفسه بأنه "ملحد مسيحي"، لم يؤكد أي مصدر على الإطلاق هذا الكلام، وكذلك الظروف التي كان بروسون قد قال ذلك بموجبها. على العكس من ذلك قال في مقابلة عام 1973 هناك شعور بأن الله موجود في كل مكان، وكلما عشت أكثر، رأيت ذلك في الطبيعة وفي البلاد. عندما أرى شجرة أرى أن الله موجود. أحاول أن أنقل فكرة أن لدينا روحًا وأن الروح على اتصال بالله. هذا هو أول شيء أريد أن أدرجه في أفلامي. وعلاوة على ذلك في مقابلة أجريت عام 1983 مع قناة TSR's Spécial Cinéma أعلن بروسون أنه كان مهتمًا بصنع فيلم يستند إلى سفر التكوين على الرغم من اعتقاده أن مثل هذا الإنتاج سيكون مكلفًا للغاية ويستغرق وقتًا طويلاً. تم اتهام بروسون أحيانًا بكونه "في برج عاجي". وجادل الناقد جوناثان روزنباوم، أحد المعجبين بعمل بروسون، بأن المخرج كان "شخصية غامضة ومعزولة"، وكتب أنه في مجموعة أربع ليالٍ من حالم (1971) بدا المخرج "أكثر عزلة عن طاقمه من أي شخص آخر. المخرج الذي رأيته في العمل؛ غالبًا ما كانت أرملته ومساعده المخرج ميلين فان دِر ميرش، ينقلون تعليماته في كثير من الأحيان".

## الموت
توفي بروسون يوم السبت في ديسمبر 1999، في منزله في دروي سور درويت جنوب غرب باريس. كان يبلغ من العمر 98 عامًا. أخرج فيلمه الأخير عام 1983 وكان مريضًا لبعض الوقت.

## سماته وأسلوبه
كان التركيز الفني المبكر لبروسون على فصل لغة السينما عن لغة المسرح، والتي غالبًا ما تعتمد بشكل كبير على أداء الممثل لقيادة العمل. كتب الباحث السينمائي توني بيبولو أن «بروسون لم يعارض الممثلين المحترفين فحسب، بل عارض التمثيل نفسه»، مفضلاً التفكير في ممثليه على أنهم «نماذج». في الملاحظات على التصوير السينمائي، وهي مجموعة من الأمثال التي كتبها بروسون، يحدد المخرج بإيجاز الفرق بين الاثنين:
النماذج البشرية: الحركة من الخارج إلى الداخل. الفاعلون: الحركة من الداخل إلى الخارج.
يشرح بروسون مزيدًا من التفصيل عن ازدرائه للتصرف في فقرات لاحقة من الكتاب، حيث يخصص ملاحظة أدلى بها شاتوبريان عن شعراء القرن التاسع عشر ويطبقها على الممثلين المحترفين (أي: «ما ينقصهم ليس الطبيعة، بل الطبيعة»). لبروسون، «أعتقد أنه من أكثر طبيعية للحركة لإجراء أو عبارة يمكن أن يقال مثل هذا من مثل هذا» هو «سخيف»، و «لا شيء أكثر حلقات كاذبة في الفيلم من المشاعر التي أشبعت بحثا» المسرح.
باستخدام أسلوبه «النموذجي»، طُلب من ممثلي بروسون تكرار لقطات متعددة لكل مشهد حتى تم تجريد كل مظاهر «الأداء»، مما يترك تأثيرًا صارخًا يسجل على أنه خفي وخام. هذا، بالإضافة إلى ضبط النفس لبروسون في التسجيل الموسيقي، سيكون له تأثير كبير على السينما المبسطة. كتب شموئيل بن جاد في المجلة الأكاديمية التيارات المتقاطعة:
هناك مصداقية في نماذج بروسون: إنهم مثل الأشخاص الذين نلتقي بهم في الحياة، مخلوقات غامضة إلى حد ما تتكلم وتتحرك وتلمح تتصرف، من ناحية أخرى، بغض النظر عن طبيعتها أو تشوهها أو اختراعها من خلال وضع غطاء أو مرشح فوق الشخص، وتقديم تبسيط للإنسان وعدم السماح للكاميرا بالتقاط أعماق الممثل البشري. وهكذا فإن ما يراه بروسون هو جوهر الفن السينمائي، وهو تحقيق التحول الإبداعي الذي ينطوي عليه كل فن من خلال تفاعل صور الأشياء الحقيقية، يتم تدميره بواسطة حيلة التمثيل. بالنسبة لبروسون، التمثيل، مثل الموسيقى المزاجية وعمل الكاميرا التعبيرية، مجرد طريقة أخرى لتشويه الواقع أو اختراع يجب تجنبه.
يشعر البعض أن نظام بروسون للتربية والمعتقدات الكاثوليكية يكمن وراء الهياكل الموضوعية لمعظم أفلامه.  الموضوعات المتكررة بموجب هذا التفسير الخلاص، والفداء، وتعريف النفس البشرية وكشفها، والتجاوز الميتافيزيقي لعالم مقيد ومادي. ومن الأمثلة على ذلك «رجل هارب» (1956)، حيث يمكن قراءة حبكة تبدو بسيطة لهروب أسير حرب على أنها استعارة لعملية الخلاص الغامضة.
يمكن أيضًا فهم أفلام بروسون على أنها انتقادات للمجتمع الفرنسي والعالم الأوسع، حيث يكشف كل منها عن وجهة نظر المخرج المتعاطفة، وإن كانت غير عاطفية، تجاه ضحاياها. إن توصل الشخصيات الرئيسية في أفلام بروسون الأكثر معاصرة، الشيطان، ربما (1977) ولارجنت (1983)، إلى استنتاجات مقلقة بالمثل عن الحياة تشير إلى مشاعر المخرج تجاه ذنب المجتمع الحديث في تفكك الأفراد. في الواقع، قال بطل الرواية السابق، «موشيت تقدم أدلة على البؤس والقسوة. إنها موجودة في كل مكان: الحروب، معسكرات الاعتقال، التعذيب، الاغتيالات».  يقول المؤرخ السينمائي مارك كوزينز إن «صورت الحياة كما لو كانت مسرحًا وسيركًا، على التوالي، كان نموذج بروسون المصغر يشبه السجن»، واصفًا شخصيات بروسون بأنها «سجينة نفسياً».
نشر بروسون ملاحظات على التصوير السينمائي (نُشر أيضًا في الترجمة الإنجليزية كملاحظات حول المصور السينمائي) في عام 1975، حيث دافع عن معنى فريد لمصطلح «التصوير السينمائي». بالنسبة له، التصوير السينمائي هو الوظيفة الأعلى للسينما. في حين أن الفيلم هو في جوهره مسرح مصور «فقط»، فإن التصوير السينمائي هو محاولة لخلق لغة جديدة من الصور المتحركة والأصوات.
معظم أفلام بروسون لن تعجب محبي “الأفلام المبهجة”. فمعظمها تعرض أبطالاً إنما يموتون (أحياناً بالانتحار) أو ينتهي بهم الأمر في السجن. والعمل الوحيد الذي يحظى على “نهاية سعيدة” واضحة هو Un Condamné، وقد كان أنجح أفلامه على شباك التذاكر (ثمة نهاية سعيدة نوعاً ما في to Les Dames du Bois de Boulogne سنة 1945، لكن متابعيه يجدون كآبة واضحة في النسق العام للقصة). كما أن كثيراً من أفلام بروسون ليست من النمط الواقعي، Balthazar مثلاً، فيلم خيالي، بينما فيلم Lancelot du Lac فهو تجسيد أسلوبي خاص لأسطورة في العصور الوسطى.
جميع أفلام بروسون بعد عمله الأول مستوحاة أدبياً بشكل أو بآخر، بالرغم من تعديلها سينمائياً. اثنان منهم مقتبسة عن الكاتب دوستوفسكي (Une Femme douce وQuatre nuits)، واثنين من برنانوس (Journal و Mouchette)، وواحد من تولستوي (L’Argent)، وآخر من ديدرو (Les Dames)، بينما فيلمي Un Condamné و Le Procès اقتبسا من قصص واقعية. أضف إلى أن فيلم Pickpocket مستوحى عن رواية دوستوفسكي Crime and Punishment وفيلم Balthazar يحتوى على قصة مشابه لرواية نفس الكاتب The Idiot. فيلم Lancelot du Lac مستمد عن رواية الكاتب مالرو Arthurian legends، و Le Diable probablement سنة 1977 مستلهم عن تقرير صحفي كما هو مذكور في بدايته. يذكر أن هناك مشروع لم يخرجه عن the Book of Genesis، لكن بروسون قال أنه على عكس “العارضين” البشر، لم يتمكن من التدريب الحيوانات لتنفيذ أوامره!
لا يوجد إجماع من النقاد على أفضل أفلام بروسون، فيلم Mouchette جاء بين أفضل 20 فيلم في اقتراع النقاد المشهور الصادر عن معهد Sight and Sound سنة 1972، لكن في سنة 1992، لم يحصل الفيلم على أي صوت من بين أكثر من 200 ناقداً صوتوا لأفلامهم الـ10 المفضلة. الفيلم الأبرز له في تلك السنة كان Pickpocket بستة أصوات، ليكن بين أفضل 40 فيلماً، يليهBalthazar بأربعة أصوات، و L’Argentبثلاثة أصوات. الناقد الفرنسي أندريه بازان الذي توفي قبل مشاهدة معظم أفلام بروسون، فضّل فيلم Journal في مقالة وصفها مترجمه الإنجليزي بأنها “المقالة النقدية الأمثل على الإطلاق”.
ونظراً لمناهجه وأساليبه الفريدة والخاصة، وازدراءه للسينما عموماً حسب تعريفه الشخصي، لم يتأثر روبير بروسون إلا بعدد قليل من المخرجين. الناقد والمخرج بول شريدر يشبّهه، دون إقناع، بالمخرجين دروير وأوزو، في حين أن أفلام شريدر نفسه تدين بمواضيعها لأفلام بروسون (المشهد الأخير من فيلم American Gigolo سنة 1980 يعد اقتباساً إخراجياً من فيلم Pickpocket). وأفلام مثل Thérèse سنة 1986 للمخرج ألان كفالير و Sous le soleil de Satan سنة 1987 لموريس بيالات وRosetta سنة 1999 للأخوين داردين وُصفت بأنها أعمال “بروسونية”.
كتب أحد النقاد عن فيلمSansho Dayu سنة 1954 للمخرج ميزوغوشي أنه “واحد من الأفلام التي وجدت السينما من أجلها.” وللكثير منا، يمكن القول ذلك أيضاً عن أفلام روبير بروسون.

## تراث
غالبًا ما يُشار إلى بروسون على أنه شفيع السينما، ليس فقط بسبب الموضوعات الكاثوليكية القوية الموجودة في جميع أعماله، ولكن أيضًا لإسهاماته البارزة في فن السينما. يمكن اكتشاف أسلوبه من خلال استخدامه للصوت، وربط الأصوات المختارة بالصور أو الشخصيات؛ إضفاء الطابع الدرامي على أساسياته عن طريق الاستخدام الإضافي للموسيقى؛ ومن خلال أساليب «الممثل-النموذج» سيئة السمعة لتوجيه الممثلين غير المحترفين بشكل شبه حصري. كتب مارك كوزينز:
كان رفض بروسون كاملاً لمعايير السينما لدرجة أنه يميل إلى الخروج من تاريخ السينما. ومع ذلك، كان موقفه المتشدد مؤثرًا للغاية في بعض الأوساط.
يُعد كتاب ملاحظات بروسون على المصور السينمائي (1975) أحد أكثر الكتب احترامًا في نظرية الفيلم والنقد. أثرت نظرياته حول الفيلم بشكل كبير على صانعي الأفلام الآخرين، ولا سيما مخرجي الموجة الجديدة الفرنسية.

### السينما الفرنسية
معارضة السينما الفرنسية الراسخة قبل الحرب (المعروفة باسم Tradition de la Qualité [«تقليد الجودة»]) من خلال تقديم إجاباته الشخصية على السؤال «ما هي السينما؟»،  ومن خلال صياغة أسلوبه الزاهد، بروسون اكتسبت سمعة طيبة لدى مؤسسي الموجة الفرنسية الجديدة . غالبًا ما يتم إدراجه (جنبًا إلى جنب مع Alexandre Astruc و André Bazin) كواحد من الشخصيات الرئيسية التي أثرت عليهم. أشاد رواد الموجة الجديدة ببروسون واعتبروه نموذجًا أوليًا للحركة أو مقدمة لها. ومع ذلك، كان بروسون لا كما التجريبية علنا ولا كما السياسي ظاهريا مثل المخرجين الموجة الجديدة، وآرائه الدينية (الكاثوليكية والينسينية) لم تكن جذابة لمعظم صانعي الأفلام المرتبطين بالحركة.
في إطار تطويره لنظرية المؤلف، وضع فرانسوا تروفو بروسون ضمن المخرجين القلائل الذين يمكن تطبيق مصطلح «المؤلف» عليهم حقًا، ثم أطلق عليه لاحقًا اسمه كواحد من الأمثلة الوحيدة للمخرجين الذين يمكنهم الاقتراب حتى من ما يسمى بـ «غير قابل للتصوير» مشاهد، باستخدام السرد الفيلم تحت تصرفه. أبدى جان لوك غودار إعجابًا كبيرًا ببروسون أيضًا («روبير بروسون هو السينما الفرنسية، لأن دوستويفسكي هو الرواية الروسية وموزارت هو الموسيقى الألمانية.»  ) كاتب السيناريو والمخرج آلان كافالييه يصف دور بروسون بأنه محوري ليس فقط في حركة الموجة الجديدة، ولكن بالنسبة للسينما الفرنسية بشكل عام، في الكتابة، «في السينما الفرنسية لديك أب وأم: الأب بروسون والأم رينوار، ويمثل بروسون صرامة القانون ودفء رينوار وكرمها. كل السينما الفرنسية الأفضل لديها ويجب أن تتصل ببروسون بطريقة ما».

### التأثير
بروسون أثر أيضا عددا من المخرجين الأخرى، بما في ذلك العظيم أندريه تاركوفسكي وشانتال أكرمان والمبهر جيم جارموش والمقلق مايكل هاينيكي وأوليفر أساياس والأخوان الرائعان داردين وملك السينما الفيلندية أكي كاوريسمكي والسيناريست المهم بول شريدر. كان أندريه تاركوفسكي  يحظى بتقدير كبير لبروسون، مشيرًا إلى أنه وإنجمار بيرغمان بصفته صانعي الأفلام المفضلين لديه، قائلاً "أنا مهتم فقط بآراء شخصين: أحدهما يسمى بروسون والآخر يسمى بيرغمان".  في كتابه النحت في الوقت المناسب، يصف تاركوفسكي بروسون بأنه "ربما الفنان الوحيد في السينما الذي حقق اندماجًا مثاليًا للعمل النهائي مع مفهوم تمت صياغته نظريًا مسبقًا.

## الجوائز والترشيحات

### مهرجان كان السينمائي
| عام  | الفئة                     | عمل معين        | نتيجة |
| ---- | ------------------------- | --------------- | ----- |
| 1957 | السعفة الذهبية            | هرب رجل         | رشح   |
| 1957 | أفضل مخرج                 | هرب رجل         | فوز   |
| 1962 | السعفة الذهبية            | محاكمة جان دارك | رشح   |
| 1962 | جائزة لجنة التحكيم الخاصة | محاكمة جان دارك | فوز   |
| 1962 | جائزة OCIC                | محاكمة جان دارك | رشح   |
| 1967 | السعفة الذهبية            | موشيت           | رشح   |
| 1967 | جائزة OCIC                | موشيت           | فوز   |
| 1967 | التميز الخاص              | موشيت           | فوز   |
| 1974 | جائزة FIPRESCI            | لانسلوت دو لاك  | رشح   |
| 1983 | السعفة الذهبية            | لارجنت          | رشح   |
| 1983 | أفضل مخرج                 | لارجنت          | فوز   |

### مهرجان برلين السينمائي [ عدل ]
| عام  | الفئة                                 | عمل معين            | نتيجة |
| ---- | ------------------------------------- | ------------------- | ----- |
| 1960 | جولدن بير                             | النشل               | رشح   |
| 1971 | جولدن بير                             | أربع ليال من الحالم | رشح   |
| 1971 | جائزة OCIC                            | أربع ليال من الحالم | فوز   |
| 1977 | جولدن بير                             | ربما الشيطان        | رشح   |
| 1977 | جائزة الدب الفضي الكبرى للجنة التحكيم | ربما الشيطان        | فوز   |
| 1977 | جائزة OCIC                            | ربما الشيطان        | فوز   |
| 1977 | جائزة انترفيلم                        | ربما الشيطان        | فوز   |

### مهرجان البندقية السينمائي
| عام  | الفئة                        | عمل معين            | نتيجة |
| ---- | ---------------------------- | ------------------- | ----- |
| 1951 | الأسد الذهبي                 | يوميات كاهن الريف   | رشح   |
| 1951 | جائزة OCIC                   | يوميات كاهن الريف   | فوز   |
| 1951 | جائزة دولية                  | يوميات كاهن الريف   | فوز   |
| 1951 | جائزة نقاد السينما الإيطالية | يوميات كاهن الريف   | فوز   |
| 1966 | الأسد الذهبي                 | Au Hasard Balthazar | رشح   |
| 1966 | جائزة OCIC                   | Au Hasard Balthazar | فوز   |
| 1966 | جائزة سان جورجيو             | Au Hasard Balthazar | فوز   |
| 1966 | جائزة السينما الجديدة        | Au Hasard Balthazar | فوز   |
| 1966 | تحية لجنة التحكيم            | Au Hasard Balthazar | فوز   |
| 1966 | جائزة Cineforum 66           | Au Hasard Balthazar | فوز   |
| 1967 | جائزة باسينيتي               | موشيت               | فوز   |
| 1989 | جائزة الأسد الذهبي الوظيفي   | غير متاح            | فوز   |

## أفلامه

### Affaires publiques 1934
فيلم قصير كوميدي وأول عمل له

### Angels of Sin 1943
فيلم درامي وهو أول فيلم طويل لروبير بروسون وهو الفيلم الوحيد الذي صدر تحت الإحتلال الألماني .

### Ladies of the Park 1945
فيلمه الأخير الذي يعرض طاقمًا مؤلفًا بالكامل من الممثلين المحترفين

### Diary of a Country Priest 1951
الفيلم المفضل لتاركوفوسكي

### A Man Escaped 1956
واحد من أعظم الأفلام على مر التاريخ

### Pickpocket 1959
يعتبر واحد من أهم الأفلام في التاريخ ومن أعظمها وأثر بمخرجين كثيريين

### The Trial of Joan of Arc 1962
فيلم تاريخي درامي

### Au hasard Balthazar 1966
يقول المخرج النمساوي الكبير مايكل هاينيكي أنه فيلمه المفضل ويقول المخرج الأمريكي الشهير ويس أندرسون أنه من أفضل الأفلام التي شاهدها

### Mouchette 1967
رقم تسعة في قائمة أفضل عشرة أفلام بنسبة لتاركوفسكي

### A Gentle Woman 1969
فيلم درامي تراجيدي يتكلم عن الحب والكراهية

### Four Nights of a Dreamer 1971
مأخوذ عن الليالي البيضاء لدستفوسكي

### Lancelot of the Lake 1974
ثاني فيلم مفضل لهاينيكي

### The Devil Probably 1977
فاز بدب الفضي في مهرجان برلين

### L'Argent 1983
فيلمه الأخير وفاز فيه على جائزة أفضل مخرج من مهرجان كان السينمائي

## وصلات خارجية
- روبير بريسون على موقع أرشيف الشارخ.

روبير بروسون على imdb